# Millerigobius macrocephalus
A Millerigobius macrocephalus a csontos halak (Osteichthyes) főosztályának a sugarasúszójú halak (Actinopterygii) osztályába, ezen belül a sügéralakúak (Perciformes) rendjébe, a gébfélék (Gobiidae) családjába és a Gobiinae alcsaládjába tartozó faj.
Nemének egyetlen faja.

## Előfordulása
A Millerigobius macrocephalus a Földközi-tenger keleti felén, az Adriai-tengerben és Levante vizeiben fordul elő. Újabban az Égei-tenger nyugati felében is észrevették.

## Megjelenése
Ez a gébféle legfeljebb 4,3 centiméter hosszú.

## Életmódja
Szubtrópusi hal, amely a tengerek fenekén él, 4 méteres mélységben. A lagúnákban is megtalálható. A kövek között és alatt tartózkodik.